# Alarme automotivo
O alarme automotivo é um dispositivo utilizado em automóveis e outros veículos para evitar roubos de objetos ou do próprio veículo.
Dispõe de sensores de ultrassom que detectam movimentos no interior do veículo e enviam os dados para uma central que define a intensidade do movimento, ajustado por uma chave secreta no veículo. Se os movimentos ultrapassarem a intensidade permitida, o alarme dispara em questão de segundos. Também dispõe de sensores de portas: se alguma porta for aberta com o alarme armado, ele dispara imediatamente e só pode ser desligado pelo controle remoto.
Existem diversos tipos de alarmes. Alguns podem ainda proteger capô e porta-malas com sensores mecânicos. Carros com vidro e travas elétricas são travados e fechados por um único controle, tornando assim o alarme mais prático. Os controles normalmente são alimentados por uma pequena bateria de 12 volts, costumam ter um led para indicar quando um botão é pressionado, e seu alcance é limitado a uma certa distância. Alguns alarmes podem desligar o equipamento de som as luzes internas e externas. Alguns podem até bloquear o motor em casos de furto do veículo.

## História
Uma versão inicial de um alarme de carro para uso como um impedimento de roubo foi inventada por um prisioneiro desconhecido de Denver em 1913. Esta versão foi armada manualmente e acionada quando alguém tentou acionar o motor. Um alarme posterior inspirado por uma versão inicial de um starter remoto foi publicado em 1916.